# Tillsammans med mig
Tillsammans med mig är ett duettalbum där sångaren och låtskrivaren Caj Karlsson sjunger duetter med andra artister. Albumet släpptes den 1 april 2009 på Metronome/Warner Music Sweden.

## Låtlista
1. Ett brev (med Linus Norda)
2. Let me internet you (med Johan Johansson)
3. Under stjärnorna (med Frida Öhrn och Martin Andersson)
4. Resan når sitt slut (med Magnus Lindberg)
5. De sju livssynderna (med Staffan Hellstrand)
6. Håll om mig (med Linda Ström)
7. Nästan som på film (med Stefan Sundström)
8. Rosor (med Lars Demian)
9. Jag har sett dom som lever (med Lasse Tennander)
10. Fri (med Charlotte Centervall)
11. En sång för livet (med Sofia Palmgren)
12. Balladen om vem som helst (med Mikael Wiehe)
13. En fin liten visa om döden (med Ida Seve)
14. Barfota i dårhus (med Anders F Rönnblom)